# みやき町立北茂安小学校
みやき町立北茂安小学校（みやきちょうりつ きたしげやすしょうがっこう）は、佐賀県三養基郡みやき町大字東尾にある町立小学校。

## 概要
歴史
1875年（明治8年）に創立した小学校3校（江口・東尾・白壁）を源流とする。数回の統合・改組・改称を経て、現校名になったのは2005年（平成17年）。2025年（令和7年）には創立150周年を迎える。
校章
鍋島杏葉紋を背景にして、中央に校名の頭文字である「北」の文字を配している。
校歌
1962年（昭和37年）に制定。作詞は松信定雄（元・竜谷学園学長）、作曲は有賀正助（元・東京学芸大学助教授）による。歌詞は3番まであり、各番とも歌詞中に校名の「北茂安小学校」が登場する。
校区
住所表記で「三養基郡みやき町」の後に「大字 東尾・中津隈・江口・白壁」が続く地域。中学校区はみやき町立北茂安中学校。

## 沿革
- 1875年（明治8年）- 以下の小学校3校が創立。
  - 瀬戸に「江口小学校」・豆津分舎
  - 西尾に「東尾小学校」- 中津隈村も校区としていた。
  - 白貝に「白壁小学校」- 白石地区の児童は中原小学校へ通学していた。
- 1879年（明治12年）- 中津隈村に「中津隈小学校」が創立。東尾小学校より児童が転入。
- 1892年（明治15年）- 西尾に「公立上等西尾小学校」が設立され、上記の小学校の卒業生を収容。
- 1886年（明治19年）- 小学校令施行により、尋常科（4年制）を設置の上、「尋常東尾小学校」に改称。他の小学校を統合の上、江口分校（西大島へ移転）・白壁分校・中津隈分校とする。豆津分舎を廃止。
- 1889年（明治22年）
  - 4月1日 - 町村制施行により、養父郡4村（東尾・江口・白壁・中津隈）が合併し、北茂安村[2]が発足。
  - この年 - 中津隈分校と坊所分校を統合し、中所分校とする。
- 1892年（明治25年）
  - 4月 - 「北茂安尋常小学校」に改称。坊所地区を上峰尋常小学校に移管。また中原尋常小学校から白石地区が移管される。
  - 6月 - 北茂安村・中原村二ヶ村組合立 松園高等小学校が設置される。
- 1896年（明治29年）4月 - 三根郡、養父郡、基肄郡が統合の上、三養基郡となる。
- 1901年（明治34年）4月 - 子守児童を対象に、特別学級を設置。
- 1908年（明治41年）4月 - 改正小学校令により、尋常科が4年制から6年制に変更されたため、尋常科5年を新設。
- 1909年（明治42年）
  - 4月 - 尋常科6年を新設。
  - 5月 - 字東尾に第一校舎が完成し、移転。
- 1910年（明治43年）
  - 3月31日 - 北茂安村・中原村二ヶ村組合立 松園高等小学校が廃止される。
  - 4月1日 - 高等科を併置の上、「北茂安尋常高等小学校」に改称。
- 1911年（明治44年）- 第四校舎、第五校舎が完成。
- 1918年（大正7年）- 農業実習田を購入。
- 1919年（大正8年）7月 - 校医への委嘱を開始。
- 1927年（昭和2年）- 講堂（初代）と家事室が完成。学校看護婦（養護教諭の前身）が配属される。
- 1928年（昭和3年）- 歯科医への委託を開始。
- 1924年（昭和4年）- 養護室が落成。
- 1935年（昭和10年）- 青年学校令施行により、併置の公民学校が青年学校に改称。青年学校校舎一棟が完成。運動場を南側へ拡張。
- 1938年（昭和13年）- 第三棟校舎（普通教室8）が完成。
- 1940年（昭和15年）- 教育後援会が設立される。
- 1941年（昭和16年）4月1日 - 国民学校令施行により、「北茂安村国民学校」に改称。尋常科を初等科に改める。
- 1947年（昭和22年）
  - 4月1日
    - 北茂安村国民学校の初等科が、新制小学校「北茂安村立北茂安小学校」（6年制）に改組・改称。佐賀師範学校の実習実習校に指定される。（翌1948年（昭和23年）までの2年間）
    - 北茂安村国民学校の高等科が青年学校普通科とともに、新制中学校「北茂安村立北茂安中学校」（3年制）に改組され、当初小学校に併置される。

  - この年 - PTAが発足。
- 1948年（昭和23年）3月31日 - 青年学校が廃止される。
- 1949年（昭和24年）- 天皇が訪問。
- 1953年（昭和28年）- 筑後川大水害により、校地・校舎が被害を受ける。
- 1954年（昭和29年）- 第2校舎が完成。
- 1957年（昭和32年）- 相撲道場が完成。
- 1958年（昭和33年）- 校旗を制定。講堂（二代目）が完成。
- 1959年（昭和34年）- 寄贈により二宮金次郎像が建立される。
- 1962年（昭和37年）- 新校歌を制定。
- 1963年（昭和38年）4月1日 - 特殊学級を設置。
- 1964年（昭和39年）- 完全給食を開始。鉄筋コンクリート2階建て第1校舎が完成。国旗掲揚台を設置。
- 1965年（昭和40年）4月1日 - 町制施行により、「北茂安町立北茂安小学校」に改称。
- 1966年（昭和41年）7月 - プールが完成。
- 1972年（昭和47年）9月 - 公民館跡を音楽室と図書室に改修。
- 1973年（昭和48年）9月 - 運動場を拡張工事。
- 1976年（昭和51年）8月 - 北運動場を整備。
- 1978年（昭和53年）- 北校舎2階教室を補修。制服を制定。
- 1979年（昭和54年）- 教具室を移転。
- 1980年（昭和55年）8月 - 音楽室、図書室を移転。
- 1984年（昭和59年）- 新校舎（特別教室、普通教室21）が完成。管理棟を改修。
- 1986年（昭和61年）- 運動場を拡張。
- 1989年（平成元年）4月 - 新プールが完成。
- 1991年（平成3年）
  - 5月 - 講堂（三代目）が完成。
  - 11月 - パソコン教室が完成。
- 2003年（平成15年）- パソコン室を改造。校門を改修。
- 2005年（平成17年）3月1日 - 三養基郡3町（北茂安・中原・三根）合併により、「みやき町立北茂安小学校」（現校名）と改称。
- 2010年（平成22年）4月1日 - 特別支援学級を開設。通級指導教室（まなびの教室）を開設。

## 交通
最寄りの鉄道駅
- JR九州 長崎本線 「中原駅」

最寄りの幹線道路
- 佐賀県道22号北茂安三田川線「北茂安小前」交差点

## 周辺
- 北茂安武道館
- みやき町役場
- 鳥栖警察署東尾警察官駐在所
- 佐賀銀行北茂安支店
- 東尾公民館
- 東尾龍王神社

## 参考資料
- 「北茂安村誌」（1961年（昭和36年）3月, 北茂安村公民館）p.100～111